# LVII edició dels Premis Ariel
La LVII edició dels Premis Ariel, organitzada per l'Acadèmia Mexicana d'Arts i Ciències Cinematogràfiques (AMACC), es va celebrar el 27 de maig de 2015 al Palau de Belles Arts de la Ciutat de Mèxic en un acte presentat per Regina Orozco y Enrique Arreola. Durant la cerimònia, l’AMACC Carlos Carrera va lliurar el premi Ariel a 26 categories en honor de les pel·lícules estrenades el 2013. Els nominats van ser donats a conèixer el 13 d'abril del 2015 pels actors Sofía Espinosa i Luis Gerardo Méndez a la Ciutat de Mèxic
La gran triomfadora va ser Güeros, que de dotze nominacions va rebre cinc premis Ariel (Millor so, millor fotografia, millor opera prima, millor direcció i millor pel·lícula). Cantinflas, Obediencia perfecta, i Las oscuras primaveras en van aconseguir tres; La Tirisia i Visitantes en van aconseguir dos. L'argentina Relatos salvajes va guanyar el premi a la millor pel·lícula iberoamericana.

## Premis i nominacions
Nota: Els guanyadors estan llistats primer i destacats en negreta. ⭐
| Millor pel·lícula - Güeros ⭐ - Carmín tropical - La dictadura perfecta - Guten Tag, Ramón - Las oscuras primaveras | Millor direcció - Alonso Ruizpalacios – Güeros ⭐ - Ernesto Contreras – Las oscuras primaveras - Luis Estrada – La dictadura perfecta - Rigoberto Perezcano – Carmín tropical - Jorge Ramírez-Suárez – Guten Tag, Ramón |
| Millor actor - Juan Manuel Bernal – Obediencia perfecta com pare Ángel de la Cruz ⭐ - Kristyan Ferrer – Guten Tag, Ramón com Ramón - Tenoch Huerta – Güeros com Sombra - Óscar Jaenada – Cantinflas com Cantinflas - Harold Torres – González com González                                                                         | Millor actriu - Adriana Paz – La Tirisia com Cheba ⭐ - Irene Azuela – Las oscuras primaveras com Pina - Cassandra Ciangherotti – Las horas contigo com Ema - Karina Gidi – La Guerra de Manuela Jankovic com Manuela - Ilse Salas – Güeros com Ana                                                                                            |
| Millor coactuació masculina - Noé Hernández – La Tirisia com Canelita ⭐ - Luis Alberti – Carmín tropical com Modesto - Carlos Bardem – González com Pastor Elías - Alonso Echánove – Cuatro lunas com Joaquín Cobo - Álvaro Guerrero – Eddie Reynolds y los Ángeles de Acero com Ulises                                            | Millor coactuació femenina - Isela Vega – Las horas contigo com Abu ⭐ - Mercedes Hernández – La Tirisia - Margarita Sanz – Las oscuras primaveras com María - Cecilia Suárez – Las oscuras primaveras com Flora - Mima Vikovic – La Guerra de Manuela Jankovic com Lazla                                                                      |
| Millor revelació masculina - Sebastián Aguirre – Obediencia perfecta com Julian Sacramento Santos ⭐ - Sebastián Aguirre – Güeros as Tomás - Daniel Carrera – La fórmula del doctor Funes com Doctor Funes - Alejandro Gallardo – Somos Mari Pepa as Alex - Hayden Meyenberg – Las oscuras primaveras com Lorenzo                   | Millor revelació femenina - Nora Isabel Huerta – Seguir viviendo ⭐ - Gabriela Cartol – La Tirisia com Ángeles Miguel - Vico Escorcia – Eddie Reynolds y los Ángeles de Acero com Lucía - Petra Iñiguez – Somos Mari Pepa - Magda Ortíz – La Tirisia                                                                                           |
| Millor argument original - Carmín tropical – Rigoberto Perezcano ⭐ - La dictadura perfecta – Luis Estrada i Jaime Sampietro - González – Fernando del Razo i Christian Díaz - Güeros – Alonso Ruizpalacios - Guten Tag, Ramón – Jorge Ramírez-Suárez                                                                               | Millor guió adaptat - Obediencia perfecta – Ernesto Alcocer i Luis Urquiza de Perversidad d’Ernesto Alcocer ⭐ - Canon: Fidelidad al Límite – Mauricio Walerstein i Claudia Nazoa de Canon de Jesús Reyes Heroles - La fórmula del doctor Funes – José Buil de La Fórmula del Doctor Funes de Francisco Hinojosa                               |
| Millor fotografia - Güeros – Damián García - Carmín tropical – Alejandro Cantú - Guten Tag, Ramón – Carlos Hidalgo - La Tirisia – César Gutiérrez - Las oscuras primaveras – Tonatiuh Martínez | Millor edició - Las oscuras primaveras – Valentina Leduc ⭐ - Carmín tropical – Miguel Schverdfinger - Güeros – Yibrán Asuad i Ana García - Guten Tag, Ramón – Jorge Ramírez-Suárez, Sonia Sánchez i Sam Baixauli - La dictadura perfecta – Mariana Rodríguez                                                                                  |
| Millor disseny artístic - Cantinflas – Christofer Lagunes ⭐ - Güeros – Sandra Cabriada - La dictadura perfecta – Salvador Parra - La Guerra de Manuela Jankovic – Antonio Muñohierro and Mariana Fernández - Obediencia perfecta – Julieta Álvarez                                                                                 | Millor banda sonora - Las oscuras primaveras – Emmanuel del Real, Renato del Real, i Ramiro del Real ⭐ - Carmín tropical – Luca Ortega - Eco de la montaña – Mario Lavista - Güeros – Tomás Barreiro - Somos Mari Pepa – Kenji Kishi Leopo |
| Millor so - Güeros – Isabel Muñoz, Pedro González, Gabriel Teyna, i Kyoshi Osawa ⭐ - Las oscuras primaveras – Enrique Ojeda i Enrique Greiner - Carmín tropical – Pablo Tamez i Ruy García - González – Axel Muñoz, José Miguel Enríquez i Pablo Fernández - La dictadura perfecta – Santiago Núñez, Pablo Lach i Hugo de la Cerda | Millor vestuari - Cantinflas – Gabriela Fernández ⭐ - Carmín tropical – Laura García de la Mora - Eddie Reynolds y los Ángeles de Acero – Gabriela Fernández - La dictadura perfecta – Mariestela Fernández - Obediencia perfecta – Josefina Echeverría                                                                                       |
| Millor maquillatge - Cantinflas – Maripaz Robles ⭐ - Carmín tropical – Maripaz Robles - Eddie Reynolds y los Ángeles de Acero – Felipe Salazar - El crimen del Cácaro Gumaro – Roberto Ortíz, Felipe Salazar i Elena López - La dictadura perfecta – Felipe Salazar                                                                | Millors efectes visuals - Visitantes – Charlie Iturriaga ⭐ - Cantinflas – Marco Rodríguez - Eddie Reynolds y los Ángeles de Acero – Fabián García, Cyntia Navarro i Paula Siqueira - El crimen del Cácaro Gumaro – Paula Siqueira, Michael Hoffmann, Raúl Prado, Cyntia Navarro i Charlie Iturriaga - La dictadura perfecta – Adriana Arriaga |
| Millors efectes especials - Visitantes – Ricardo Arvizu ⭐ - El crimen del Cácaro Gumaro – Ricardo Arvizu - La dictadura perfecta – Alejandro Vázquez - La fórmula del doctor Funes – Nury Álamo i Karina Rodríguez - Más negro que la noche – Bernat Aragonés                                                                      | Millor opera prima - Güeros – Alonso Ruizpalacios ⭐ - González – Christian Díaz - Los Bañistas – Max Zunino - Las horas contigo – Catalina Aguilar - Obediencia perfecta – Luis Urquiza |
| Millor pel·lícula iberoamericana - Relatos salvajes – Damián Szifron ⭐ - La isla mínima – Alberto Rodríguez Librero - Conducta – Ernesto Daranas - Mr. Kaplan – Álvaro Brechner - Pelo malo – Mariana Rondón | Millor llargmetratge documental - H20MX – José Cohen ⭐ - Bering. Equilibrio y Resistencia – Lourdes Grobet - Eco de la montaña – Nicolás Echeverría - Los Años de Fierro – Santiago Eisteinou - Navajazo – Ricardo Silva |
| Millor curtmetratge de ficció - Ramona – Gioavanna Zacarias ⭐ - 400 Maletas – Fernanda Valadez - Ella – Ximena Urrutia - La carta – María de los Ángeles Cruz - Nunca regreses – Leonardo Díaz | Millor curtmetratge d'animació - El modelo de Pickman – Pablo Angeles Zuman ⭐ - El color de mis alas – Miguel Anaya - El trompetista – Raúl Alejandro Morales - Tierra seca – Ricardo Torres - Tlacuache de maguey – Miguel Anaya |
| Millor curtmetratge documental - El penacho de Moctezuma. Plumaria del México Antiguo – Jaime Kuri ⭐ - El palacio – Nicolás Pereda - Jefe del desierto – Alejandro Ramírez - Perreus – Kalien Delgado - Ulterior – Sabrina Muhate                                                                                                  | Ariel d'or - Bertha Navarro ⭐ - Miguel Vázquez ⭐ |
| Medalla Salvador Toscano - No concedit | |